# Beatriz da Suábia
Beatriz da Suábia (em alemão:  Beatrix von Schwaben), nascida Isabel (Nuremberga, março/maio de 1205 — Toro, 5 de novembro de 1235), foi rainha consorte de Leão e Castela pelo seu casamento com Fernando III de Leão e Castela.

## Família
Era filha Filipe, duque da Suábia, marquês da Toscana, príncipe-bispo de Würzburg, rei da Germânia e rei dos Romanos, e de Irene Angelina de Constantinopla. 
Seus avós paternos eram Frederico I do Sacro Império Romano-Germânico e Beatriz I da Borgonha, e seu avô materno eram o imperador bizantino, Isaque II Ângelo.

## Biografia
Depois da morte do seu pai, passou para a tutela do Sacro Imperador Romano-Germânico Frederico II, que deu a sua autorização para um matrimónio com o rei de Castela. A união concretizou-se no dia 30 de novembro 1219 em Burgos.
Beatriz foi sepultada no Mosteiro de Las Huelgas em Burgos, junto ao rei Henrique I de Castela, mas posteriormente o seu filho Afonso trasladou o seu corpo para a Catedral de Sevilha, onde fora sepultado Fernando III de Leão e Castela.

## Descendência
Do seu casamento com Fernando III de Leão e Castela nasceram:
- Afonso X de Castela, o Sábio (1221–1284)
- Fradique (1223–1277), esposo de Beatriz de Malespina e depois de Catarina Komenos; foi executado pelo seu irmão Afonso
- Fernando (1225/1227–1243)
- Leonor (n. 1227); morreu jovem
- Berengária (1228–1289), abadessa de Las Huelgas
- Henrique, o Senador (1230–1304), senhor de Écija; casou-se com D. Joana Nunez de Lara, senhora de Lara
- Filipe, Infante de Castela (1231–1274), prometido à Igreja mas, apaixonado pela noiva de um dos seus irmãos, casou-se em 1258 com Cristina da Noruega
- Sancho (1233–1261), arcebispo de Toledo
- Manuel (1234–1283), senhor de Escalona, Peñafiel e Villena; casou-se com Constança de Aragão e, depois, com Beatriz de Saboia
- Maria (1235); morreu jovem

Com a morte de Beatriz da Suábia em 1235, Fernando casou-se pela segunda vez em 1237 com Joana d'Aumale, condessa de Ponthieu (1210–1279), filha de Maria de Belleme, senhora de Ponthieu, e de Simão Dammartin, conde de Aumale.